# شهاب الدين بن جهبل
شهاب الدين أحمد بن يحيى بن جهبل هو أحد علماء أهل السنة والجماعة الذين أفتوا بضلال ابن تيمية كما نص على ذلك محمد بن شاكر الكتبي (تلميذ ابن تيمية) في كتابه عيون التواريخ. وكان شيخ دار الحديث الظاهرية، تولاها مدة، وبعد وفاته تولاها الذهبي.
وبنو جهبل: فقهاء الشام جدهم الإمام مجد الدين طاهر بن نصر الله بن جهبل الحلبي الشافعي، توفي بالقدس.

## مولده ووفاته
مولده يوم الخميس 27/ 1/ 670 هـ. الموافق 3/ 9/ 1271 [والذي في ترجمته أنه ولد يوم الخميس في 25 من المحرم لكن ذلك يصادف يوم الثلاثاء].
وتوفي يوم الخميس 10/ 6/ 733 هـ. الموافق 25/ 2/ 1333 [والذي في ترجمته أنه توفي يوم الخميس في 9 من جمادى الآخرة لكن ذلك يصادف يوم الأربعاء].

## أقوال العلماء فيه

كتاب تأسيس التقديس أو أساس التقديس/ تأليف الإمام فخر الدين الرازي الذي انتقده ابن تيمية في كتابه بيان تلبيس الجهمية؛ ومعه رسالة في نفي الجهة للإمام شهاب الدين بن جهبل 733هـ في الرد على ابن تيمية.

- قال عنه الذهبي في سير أعلام النبلاء: «العلامة قدوة المسلمين شهاب الدين أبو العباس أحمد ين يحيى ابن الشيخ الإمام تاج الدين إسماعيل بن طاهر بن نصر الله ابن جهبل الحلبي الدمشقي الشافعي. مولده في أول سنة سبعين وسمع من: الفخر علي، وابن الزين، والفاروثي، وإسماعيل بن المقدسي، وابن الوكيل، وابن النقيب، وولى تدريس الصلاحية ببيت المقدس مدّة، وأفتى، واشتغل، ثم تركها وسكن دمشق، وحج غير مرة. ولى مشيخة الظاهرية، انتقل إلى تدريس البادرائية، وله محاسن وفضائل، وبسطة في الفروع، وفيه خير وتعبّد. توفى في جمادى الآخرة سنة ثلاث وثلاثين وسبعمائة. شيَّعه الخلق، والله تعالى يرحمه.»[6]

وقال عنه في تاريخ الإسلام: «ابن جهبل، العلامة، مفتي المسلمين؛ شهاب الدين أبو العباس أحمد بن يحيى بن الشيخ الإمام تاج الدين إسماعيل بن طاهر بن نصر الله بن جهبل الحلبي، ثم الدمشقي الشافعي. مولده في أول سنة سبعين، وسمع من الفخر علي، وابن الزين، والفاروئي، واشتغل على ابن المقدسي، وابن الوكيل، وابن النقيب. وولى تدريس الصلاحية ببيت المقدس مدة، وأفتى واشتغل، ثم تركها وسكن دمشق وحج غير مرة، ثم ولي مشيخة الظاهرية، ثم نقل إلى تدريس البادرائية. وله محاسن وفضائل وبسطة في الفروع، وفيه خير وتعبد، توفي في جمادى الآخرة سنة ثلاث وثلاثين وسبعمائة وشيعه الخلق والله تعالى يرحمه.»
- وقال عنه ابن كثير في البداية والنهاية: «الشيخ الإمام الفاضل مفتي المسلمين شهاب الدين أبو العباس أحمد بن محيي الدين يحيى بن تاج الدين إسماعيل بن طاهر بن نصر الله بن جهبل الحلبي الأصل ثم الدمشقي الشافعي، كان من أعيان الفقهاء، ولد سنة سبعين وستمائة واشتغل بالعلم ولزم المشايخ ولزم الشيخ الصدر بن الوكيل، ودرس بالصلاحية[ملحوظة 2] بالقدس، ثم تركها إلى دمشق فباشر مشيخة دار الحديث الظاهرية مدة، ثم ولي مشيخة البادرائية فترك الظاهرية وأقام بتدريس البادرائية إلى أن مات، ولم يأخذ معلوما من واحدة منهما، توفي يوم الخميس بعد العصر تاسع جمادى الآخرة وصلي عليه بعد الصلاة ودفن بالصوفية، وكانت جنازته حافلة.»[8]
- وقال عنه ابن حجر العسقلاني في الدرر الكامنة: «أحمد بن يحيى بن إسماعيل بن طاهر بن نصر بن جهبل الحلبي ثم الدمشقي الشافعي ولد سنة 670 وتفقه على المقدسي وابن الوكيل وابن النقيب وسمع الحديث من الفخر والفاروثي وغيرهما وولّي تدريس الصالحية بالقدس مدة ثم تركها وسكن دمشق ودرس بالبادرائية بدمشق بعد الشيخ برهان الدين وولّي مشيخة الحديث بالظاهرية ثم تركها فأخذها الذهبي. قال ابن كثير: كان من أعيان الفقهاء ولم يأخذ معلوماً من البادرائية ولا من الظاهرية. وقال الذهبي: كان فيه خير وتعبد وله محاسن وفضائل وفطنة في العلم بالفروع. وقال ابن الكتبي: كان عالماً ورعاً ولما مرض تصدّق كثيراً حتى بثيابه ومات في جمادى الآخرة سنة 733 قلت حدثنا بالسماع شيخنا البرهان الشامي.»[9]
- وقال عنه صلاح الدين الصفدي في الوافي بالوفيات: «أحمد بن يحيى بن إسماعيل بن طاهر بن نصر بن جهبل العلامة المفتي شهاب الدين أبو العباس بن الشيخ الإمام تاج الدين الحلبي ثم الدمشقي الشافعي. مولده سنة سبعين وستمائة. سمع من الفخر علي وابن الزين والفاروثي واشتغل على ابن المقدسي وابن الوكيل وابن النقيب وولي تدريس الصلاحية بالقدس مدة وأفتى واشتغل ثم تركها وسكن دمشق وحج غير مرة ثم ولي مشيخة الظاهرية وتدريس الباذرائية بعد الشيخ برهان الدين؛ وله محاسن ومكارم وفضائل وخير وعبد وبسطة في الفروع وتوفي رحمه الله تعالى سنة ثلاث وثلاثين وسبعمائة.»[10]
- وقال عنه ابن قاضي شهبة في طبقات الشافعية: «أحمد بن يحيى بن إسماعيل بن طاهر بن نصر الله بن جهبل الشيخ العالم شهاب الدين أبو العباس الحلبي الأصل الدمشقي المعروف بابن جهبل ولد سنة سبعين وستمائة وسمع من جماعة واشتغل بالعلم ولزم الشيخ صدر الدين ابن المرحل وأخذ عن الشيخ شرف الدين المقدسي وغيره أيضا ودرس في الصلاحية في القدس مدة ثم تركها وتحول إلى دمشق فباشر مشيخة دار الحديث الظاهرية ثم ولي تدريس البادرائية بعد وفاة الشيخ برهان الدين فترك المشيخة المذكورة واستمر في تدريس البادرائية إلى أن مات قال ابن كثير: ولم يأخذ معلوما من واحدة منهما، قال: وكان من أعيان الفقهاء وفضلائهم. وقال السبكي: درس وأفتى وشغل مدة بالعلم في القدس ودمشق وحدث سمع منه الحافظ علم الدين البرزالي، قال: ووقفت له على تصنيف في نفي الجهة ردا على ابن تيمية لا بأس به وسرده بمجموعة في الطبقات الكبرى في نحو كراستين توفي في دمشق في جمادى الآخرة سنة ثلاث وثلاثين وسبعمائة ودفن في مقابر الصوفية.»[11]
- وقال عنه تاج الدين السبكي في طبقات الشافعية الكبرى: «أحمد بن يحيى بن إسماعيل الشيخ شهاب الدين ابن جهبل الكلابي الحلبي الأصل سمع من أبي الفرج عبد الرحمن بن الزين المقدسي وأبي الحسن بن البخاري وعمر بن عبد المنعم بن القواس وأحمد بن هبة الله بن عساكر وغيرهم. ودرس وأفتى وشغل بالعلم مدة بالقدس ودمشق وولي تدريس البادرائية بدمشق وحدث. وسمع منه الحافظ علم الدين القاسم بن محمد البرزالي. مات سنة ثلاث وثلاثين وسبعمائة. ووقفت له على تصنيف صنفه في نفي الجهة ردا على ابن تيمية لا بأس به....»[12]

## جزء من رسالته في الرد علىابن تيمية
| أظهروا للناس نسكا |  | وعلى المنقوش داروا |

| وكل يدعون وصال ليلى |  | وليلى لا تقر لهم بذاكا |